# Ignacy Jan Paderewski
Ignacy Jan Paderewski (Kurylovka, 18 de novembro de 1860 — Nova Iorque, 29 de junho de 1941) foi um pianista, compositor, político e diplomata polaco, incansável defensor da causa nacionalista de seu país.
Em 1872, com doze anos, ingressou no Conservatório de Varsóvia, onde mais tarde lecionaria piano, de 1878 a 1883, e chegaria a ser diretor, a partir de 1909. De 1884 a 1887, estuda em Viena sob a orientação de Theodor Leschetizky.
A partir de 1887, apresenta-se em Viena, Paris, Londres  e Nova Iorque. Seu sucesso foi enorme, e, por onde fosse, era seguido por legiões de admiradores. Em 1898 passou a morar na Suíça. Ensinou piano no Conservatório de Estrasburgo.
Tornou-se um dos pianistas mais famosos de sua época. Durante a Primeira Guerra Mundial, torna-se membro do Comitê Nacional Polaco, que lutava pela formação de um Estado polaco. Com o fim da guerra, o estado polonês foi estabelecido e ele atuou como diplomata em Washington, D.C., primeiro ministro e presidente, mas deixou a carreira política para se dedicar à musical. Em 1921, apresentou vários concertos beneficentes nos Estados Unidos, em favor dos parentes de vítimas da guerra.
Após o início da Segunda Guerra Mundial, assumiu em Paris o cargo de presidente da Polônia em exílio. Com a ocupação da França, em 1940, Paderewski emigra para os Estados Unidos.
Reconhecido como um grande intérprete de Chopin, empreendeu, por conta própria, uma edição completa das obras de Chopin.
Suas composições incluem a ópera Manru (1901), uma sinfonia intitulada Polônia (1909), um concerto para piano e orquestra, uma sonata para piano, uma sonata para violino e piano e várias outras peças para piano.